# Festival Song
Festival Song è un singolo dei Good Charlotte, uscito il 31 Dicembre 2001 estratto dall'album di debutto Good Charlotte.

## Video musicale
Come per il precedente singolo The Motivation Proclamation, il video è stato diretto da Marc Webb.

## Tracce
1. Festival Song – 3:00